# Пэкхэм, Джон
Джон Пэкхэм (англ. John Peckham, John Pecham; ок. 1230 — 8 декабря 1292) — английский прелат, архиепископ Кентерберийский с 1279 года.

## Биография

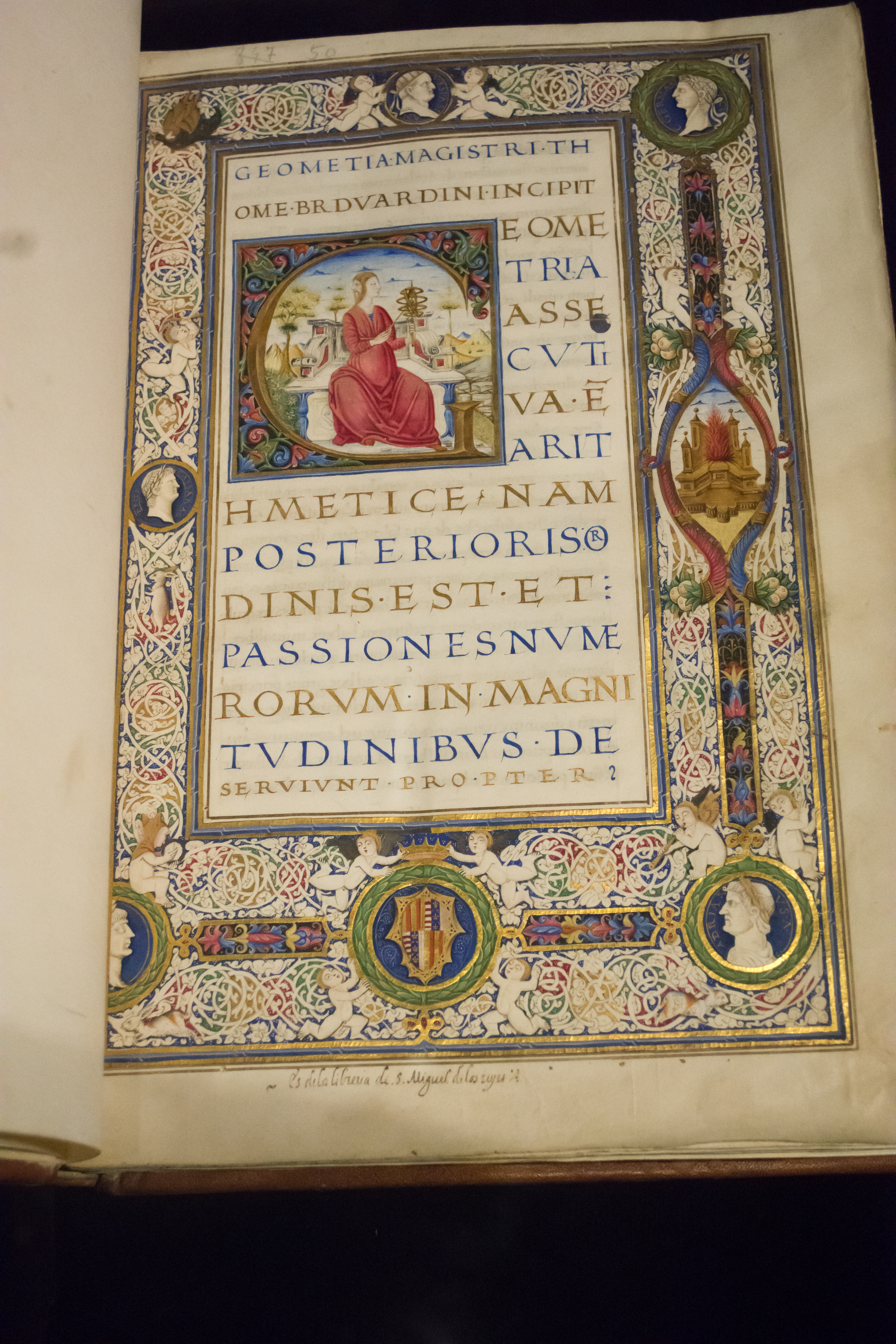
Кодекс на латыни с произведениями Томаса Брэдвардина «О теоретической геометрии» (De geometria speculativa) и Йоханнеса Пекхама «Перспектива коммуны» (Perspectiva communis), иллюстрированными художниками мастерской Кола Рапикано (1495)

Родился в Суссексе около 1230 года, учился в монастыре в Льюисе, затем в Оксфордском университете, получил степень доктора богословия и преподавал в том же университете. В 1240-е годы учился в Париже, в 1257 году вернулся туда и жил до 1272 года. В 1250-х годах стал францисканским монахом. Также читал лекции в Париже и Лионе, где стал каноником местного собора. Позднее получил должность при Святом Престоле и 19 февраля 1279 года был рукоположён Папой Римским на кафедру архиепископа Кентерберийского. При этом Папа Римский Николай III отклонил кандидатуру епископа Роберта Бёрнелла, предложенную королём Эдуардом I (тот, в отличие от своего деда Иоанна Безземельного в аналогичной ситуации, согласился с мнением понтифика).
В период пребывания на кафедре боролся со злоупотреблениями клира, наказал ряд священнослужителей за «плюрализм» (служение одновременно в нескольких приходах) и нежелание проживать в своих приходах, также сурово преследовал мирян, даже самого высокого положения, заподозренных в распущенности. В 1282 году лично отправился на встречу с Эдуардом Карнарвонским (в дальнейшем, с 1301 г., принцем Уэльским, с 1307-го — королём Эдуардом II) для переговоров о его примирении с отцом, Эдуардом I, но не преуспел на этом поприще и отлучил от церкви принца и его сторонников.
Умер в Мортлейке (ныне — на территории лондонского боро Ричмонд-апон-Темс) в 1292 году и похоронен в Кентерберийском соборе рядом с могилой Томаса Бекета.